# Aquitaniai-medence

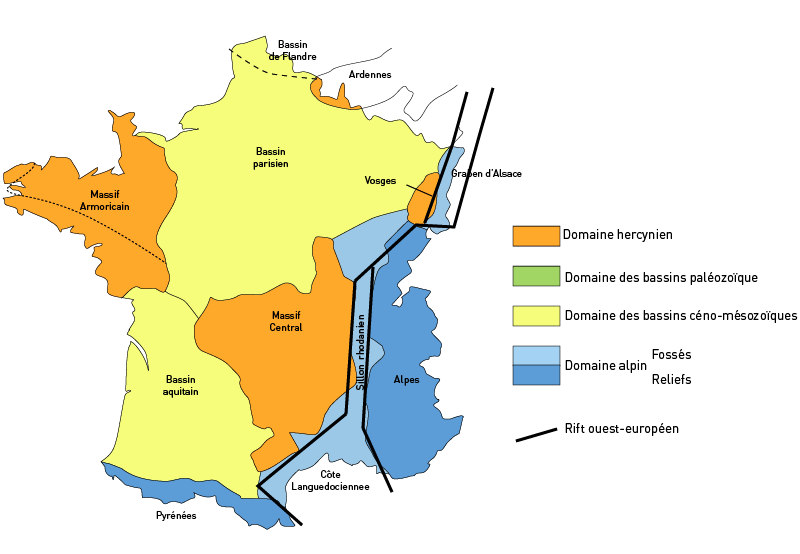
Franciaország geológiai tartományai

Az Aquitaniai-medence vagy Aquitaini-medence (franciául: bassin d'Aquitaine vagy Bassin aquitain) Franciaország egyik nagytája az ország délnyugati részén. Fő folyója a Garonne. Területe közigazgatásilag Okcitánia és Új-Aquitania régióhoz tartozik. Legnagyobb városa északnyugaton Bordeaux, a medence délkeleti részén Toulouse.

## Ismertetése
A Francia-középhegységtől az Atlanti-óceánig terjedő hatalmas üledékmedence nyugat felé, az óceán felé nyitott. Széles folyóvölgyek és sík vagy dombos folyóközi hátak, alacsony fennsíkok váltakozásával jellemezhető. Kiterjedése mintegy 66 000 km2, más forrás szerint 80 000 km2.
Határa északon Vendée megye „bocage” (élősövények, cserjesávok) jellegű kultúrtája és az Armorika-masszívum (Massif Armoricain).  Északkeleten, keleten egy ősi masszívum, a Francia-középhegység és annak legdélebbi része, a montagne Noire (Fekete-hegy); délen egy – földtörténeti értelemben – fiatal hegység, a Pireneusok; nyugaton az Atlanti-óceánhoz tartozó Vizcayai-öböl határolja. 
A medence északkeleten a Poitiers környéki „küszöb”-ön (seuil) keresztül érintkezik a Párizsi-medencével, a carcassonne-i (vagy laurageais-i) „küszöb”-ön keresztül pedig a Földközi-tenger térségével. Fő folyója az északnyugat felé tartó Garonne, melynek középső és alsó folyása a medencét nagyjából két részre osztja. Az északi részt Aquitaniai-fennsíknak is nevezik.
Az Aquitaniai-medence főként laza mezozoikumi és kainozoikumi tengeri üledéklerakódásokból és a környező hegységek eróziójából származó törmeléklerakódásokból áll. Legfiatalabb részei a közepén találhatók, a peremek felé pedig egyre idősebb (kréta, jura) lerakódások követik egymást. Eszerint a medence nagyjából három fő területre osztható:
- az északi és keleti peremvidék: ez számos mészkőfennsíkból áll, amelyek az ősi hegyvonulatok (a Francia-középhegység és az Armorika-masszívum) peremétől a Charente folyó vidékéig és a Garonne völgyéig érnek
- a medence déli peremvidéke: a Pireneusok előhegyeinek erősen deformálódott térsége; több üledékes rész- vagy almedencét foglal magába, amelyek határai a variszkuszi struktúrákból erednek.
- a medence legalacsonyabb részei Landes és Gironde megyéhez tartoznak; északkeleten a Garonne völgyéig, délen és délkeleten a Pireneusok előhegyeiig terjednek. Délnyugaton, a tengerpart mentén a homokos, mocsaras Landes-síkság található, számos tóval.

Az óceán felől érkező viszonylag sok csapadéknak köszönhetően a medencének sűrű vízhálózata van. Legnagyobb folyói, melyek a környező hegyekben erednek és az Atlanti-óceán Vizcayai-öblébe torkollnak:
- északon a Charente (381 km)
- központi területein a Garonne – mellékfolyók jobbról: Ariège (163 km), Tarn (380 km), Lot (485 km); balról: Save (144 km), Gers (175 km).

és a Garonne-nal egyesülő Dordogne – mellékfolyók jobbról: Isle (255 km), Vézère (211 km); balról: Cère (120 km)
- délen az Adour (309 km).